# Acraea induna
Acraea induna är en fjärilsart som beskrevs av Henry Trimen 1895. Acraea induna ingår i släktet Acraea och familjen praktfjärilar. Inga underarter finns listade i Catalogue of Life.